# 1870 en musique classique
| \| • Retour à la chronologie générale de la musique classique • \| |
| Grèce • Rome • Haut Moyen Âge • VIIIe siècle • IXe siècle • Xe siècle • XIe siècle XIIe siècle • XIIIe siècle • XIVe siècle • XVe siècle • XVIe siècle • XVIIe siècle XVIIIe siècle • XIXe siècle • XXe siècle • XXIe siècle |
| • Retour à la chronologie générale de la musique classique • |

| Années en musique classique : 1867 - 1868 - 1869 - 1870 - 1871 - 1872 - 1873    |
| Décennies en musique classique : 1840 - 1850 - 1860 - 1870 - 1880 - 1890 - 1900 |

## Événements

### Créations

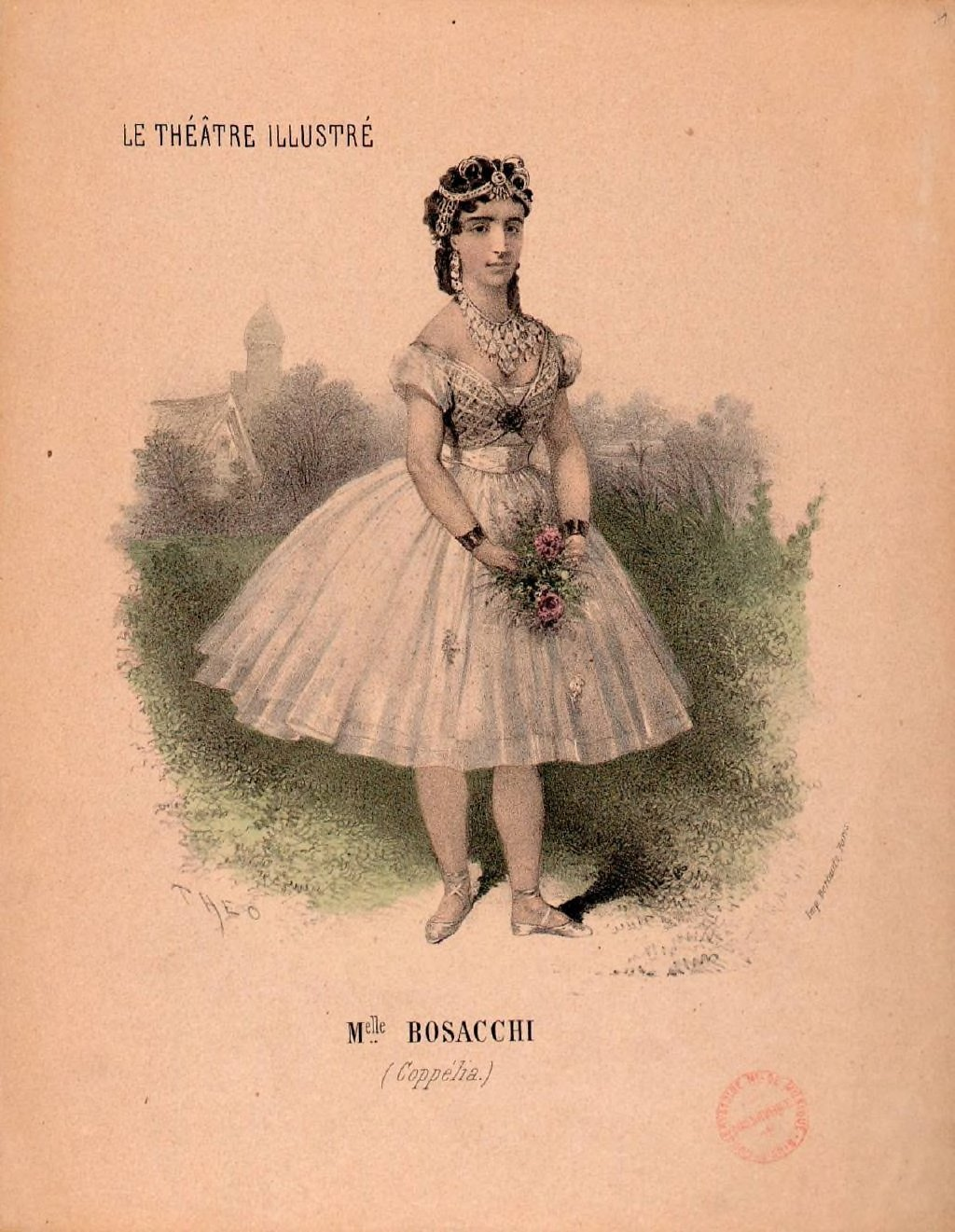
Mlle Bozzacchi dans Coppélia.

- 17 février : La Saint-Lucas, opéra de Karel Miry, créé à Gand.
- 21 février : La Cruche cassée,  opéra-comique d'Émile Pessard, créé au théâtre de l'Opéra-Comique à Paris.
- 16 mars : Roméo et Juliette, ouverture fantaisie (1re version) de Piotr Ilitch Tchaïkovski, créée à Moscou (voir 1872 et 1886).
- 25 mai : Coppélia, ballet de Léo Delibes, chorégraphie d'Arthur Saint-Léon, créé à l'Opéra de Paris sous la direction de François Hainl.
- 26 juin : La Walkyrie, deuxième des quatre journées de L'Anneau du Nibelung, cycle d'opéras de Richard Wagner, créé à Munich.
- 25 septembre : La Fiancée vendue, opéra-comique (2e version, en 3 actes) de Bedřich Smetana, créé à Prague (voir 1866).
- 24 novembre : La Symphonie no 2, op. 36, de Max Bruch est créée à Leipzig.

### Autres
- 6 janvier : Inauguration du Musikverein de Vienne.
- 29 novembre : Premier concert de l'Orchestre philharmonique de Dresde.

## Naissances

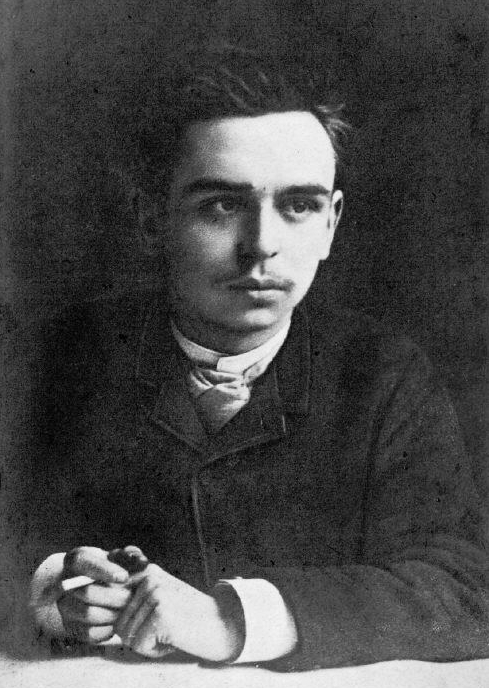
Guillaume Lekeu, vers 1886

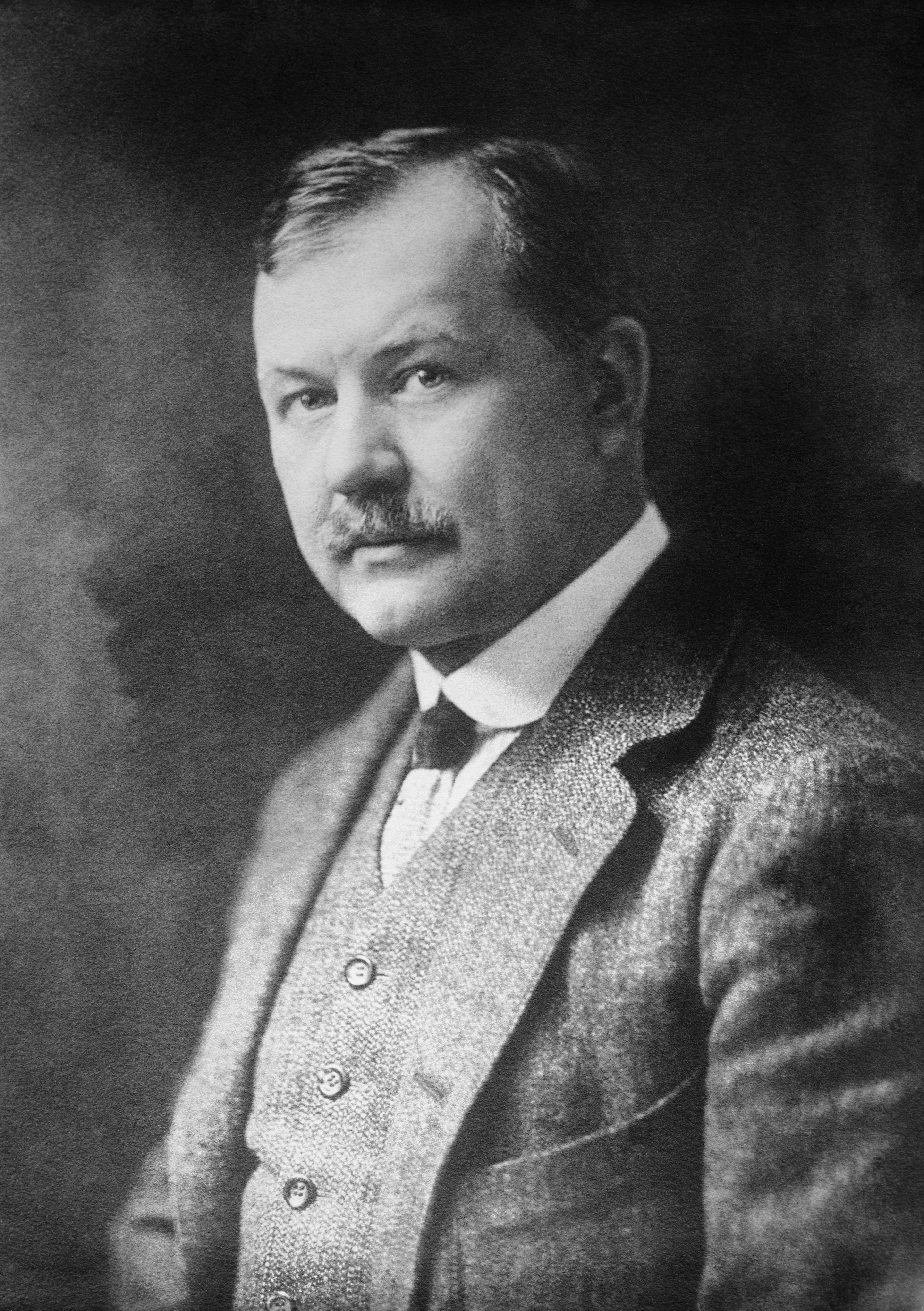
Franz Lehár

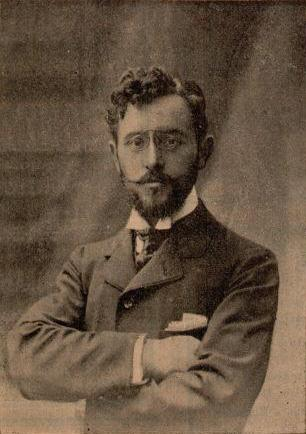
Florent Schmitt, en 1900

- 5 janvier : Eugénie-Emilie Juliette Folville, violoniste, pianiste, professeur de musique, chef d'orchestre et compositrice belge († 28 octobre 1946).
- 19 janvier : Jean-Baptiste Dubois, violoncelliste, chef d'orchestre, compositeur et professeur de musique canadien († 4 juillet 1938).
- 20 janvier : Guillaume Lekeu, compositeur belge († 21 janvier 1894).
- 22 janvier : Charles Tournemire, compositeur et organiste français († 4 novembre 1939).
- 7 février : Cornelis Dopper, compositeur et chef d'orchestre néerlandais († 19 septembre 1939).
- 10 février : Alessandro Bonci, ténor italien († 8 août 1940).
- 13 février : Leopold Godowsky, pianiste et compositeur polonais et américain († 21 novembre 1938).
- 6 mars : Oscar Straus, compositeur autrichien († 11 janvier 1954).
- 26 mars : Achille Runner, compositeur français († 20 mars 1940).
- 5 avril : Maurice Hauchard, violoniste, compositeur et pédagogue français († 12 décembre 1957).
- 28 avril : Hermann Suter, compositeur, chef d'orchestre et pédagogue suisse († 22 juin 1926).
- 30 avril : Franz Lehár, compositeur autrichien d'origine hongroise († 24 octobre 1948).
- 1er mai : Frédéric Pelletier, compositeur, professeur de musique, chef de chœur, critique musical, journaliste, officier de l'armée et médecin canadien († 30 mai 1944).
- 16 juin : Mon Schjelderup, compositrice et pianiste norvégienne († 21 novembre 1934).
- 20 juin : Miguel Yuste Moreno, compositeur, clarinettiste et professeur de musique espagnol († avril 1947).
- 23 juin : Sergueï Rozanov, clarinettiste russe et soviétique († 31 août 1937).
- 16 juillet : Heinrich Albert, guitariste et compositeur allemand († 12 mars 1950).
- 17 juillet : Ludvík Čelanský, compositeur et chef d'orchestre tchèque († 27 octobre 1931).
- 18 juillet : Emil Młynarski, chef d'orchestre, compositeur, violoniste et pédagogue polonais († 5 avril 1935).
- 13 août : Julia Klumpke, violoniste  et compositrice américaine († 23 août 1961).
- 17 août : Hans Hermann, compositeur allemand († 18 mai 1931).
- 21 août : Edmond Malherbe, compositeur français († 7 mars 1963).
- 8 septembre : Hermann Wetzler, organiste, chef d'orchestre et compositeur américain († 29 mai 1943).
- 22 septembre : Georgette Bréjean-Silver, soprano colorature française († 30 août 1951).
- 27 septembre : Louise Grandjean, soprano française († 18 mai 1934).
- 28 septembre : Florent Schmitt, compositeur français († 17 août 1958).
- 8 octobre : Louis Vierne, compositeur et organiste français († 2 juin 1937).
- 21 octobre : Rafael Calleja Gómez, compositeur espagnol de zarzuelas († 12 février 1938).
- 25 octobre : Hector Dufranne, baryton-basse belge († 4 mai 1951).
- 2 décembre : Francis Casadesus, compositeur, chef d'orchestre et pédagogue français († 27 juin 1954).
- 5 décembre : Vítězslav Novák, compositeur tchèque († 18 juillet 1949).
- 7 décembre : Richard Specht, musicologue, dramaturge et écrivain autrichien († 19 mars 1932).
- 10 décembre : Paul Büttner, critique musical et compositeur allemand († 15 octobre 1943).
- 18 décembre : Arseni Korechtchenko, compositeur russe († 6 janvier 1921).

Date indéterminée
- Alice Cucini,  contralto italienne († 1949).

## Décès

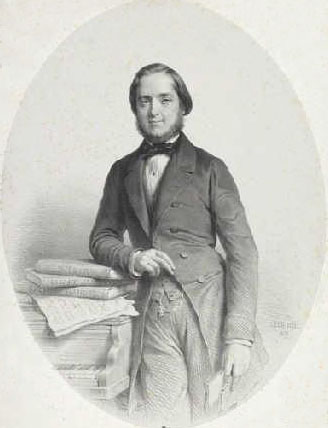
Camille-Marie Stamaty

- 1 janvier : Claude-François Buteux, clarinettiste et compositeur français (° 15 octobre 1797 (24 vendémiaire an VI)).
- 17 janvier : Pantaléon Battu, violoniste, compositeur et chef d'orchestre français (° 4 avril 1799).
- 29 janvier : Cesare Pugni, compositeur italien (° 31 mai 1802).
- 9 mars : Théodore Labarre, compositeur français et virtuose de la harpe (° 5 mars 1805).
- 10 mars : Ignaz Moscheles, pianiste et compositeur tchèque (° 23 mai 1794).
- 18 mars : Joaquín Gaztambide, compositeur et chef d'orchestre espagnol (° 7 février 1822).
- 8 avril : Charles-Auguste de Bériot, violoniste belge (° 20 février 1802).
- 19 avril : Camille-Marie Stamaty, pianiste, compositeur et pédagogue français (° 13 mars 1811).
- 20 mai : Gustave Vogt, hautboïste français (° 18 mars 1781).
- 26 mai : Charles-François Plantade, compositeur français (° 14 avril 1787).
- 3 juin : Jérôme Savari, chef de musique militaire et compositeur français (° 24 juillet 1819).
- 22 juillet : Josef Strauss, compositeur autrichien (° 20 août 1827).
- 14 août : Manuel Saumell, compositeur cubain (° 19 avril 1818).
- 16 août : Edmund Passy, pianiste, compositeur et pédagogue suédois (° 3 septembre 1789).
- 6 octobre : Felix Horetzky, guitariste et compositeur polonais (° 1er janvier 1796).
- 20 octobre : Michael William Balfe, compositeur irlandais (° 15 mai 1808).
- 31 octobre : Mihály Mosonyi, compositeur hongrois (° 4 septembre 1815).
- 5 décembre : Herman Severin Løvenskiold, compositeur et organiste norvégien (° 30 juillet 1815).
- 7 décembre : Mykhailo Verbytsky, prêtre et compositeur ukrainien (° 4 mars 1815).
- 16 décembre : Alexeï Lvov, général russe, compositeur de l'Hymne des tsars (° 25 mai 1798).
- 17 décembre : 
  - Saverio Mercadante, compositeur italien (° 17 septembre 1795).
  - Virginie Morel-du Verger, compositrice et pianiste française (° 1779).
- 18 décembre : Eugène Ketterer, pianiste et compositeur français (° 7 juillet 1831).

Date indéterminée
- Gustave Le Bienvenu-Dubusc, flutiste français (° 27 décembre 1801).